# Маркелов, Кирилл Семёнович
Кирилл Семёнович Маркелов (19.06.1937 — 07.1999) — бригадир горнорабочих очистного забоя шахты имени 50-летия Октября производственного объединения «Гуковуголь» Министерства угольной промышленности СССР, Ростовская область, Герой Социалистического Труда.

## Биография
Родился 19 июня 1937 года в деревне Рубенишки ныне Малиновской волости Даугавпилсского края, Латвия, в семье русских старообрядцев.
После окончания начальной школы работал в колхозе прицепщиком, помощником комбайнера.
С сентября 1956 по январь 1960 года служил в Советской Армии. После увольнения в запас стал работать на шахте производственного объединения «Гуковуголь» (г. Гуково Ростовской области).
Сначала — подземный люковой, потом — мастер-взрывник. С 1967 перешёл на новую шахту имени 50-летия Октября на должность горнорабочего очистного забоя. Проявив себя инициативным работником, стал руководить звеном, потом бригадой 1-го добычного участка.
Предложил и применил новый график организации труда в лаве при нагрузке 2800 тонн угля в сутки.
Его бригада:
- в 1970 году первой в объединении «Гуковуголь» внедрила механизированный комплекс КМ-87,
- в 1973 году выступила с инициативой освоить 500-тысячетонную нагрузку на очистной забой и вошла в число «полумиллионщиков»,
- в 1975 году вместе с инженерами шахты, научными сотрудниками института горного дела АН СССР модернизировала крепь К-87П, тем самым увеличив надежность работы в сложных условиях забоя.
- начиная с 1981 года, добывала за год свыше миллиона тонн угля.

Указом Президиума Верховного Совета СССР от 19 марта 1979 года за выдающиеся успехи, достигнутые в досрочном выполнении плановых заданий трех лет пятилетки и социалистических обязательств по добыче угля, принятых на 1978 год, присвоено звание Героя Социалистического Труда.
Делегат XXVI съезда КПСС (1981). Избирался депутатом Ростовского областного Совета депутатов.
В 1986 г. передал руководство бригадой Юрию Петровичу Максимову.
Жил в городе Гуково Ростовской области.
Умер в июле 1999 года.

## Награды и звания
Заслуженный шахтер РСФСР. Награждён 2 орденами Ленина (19.02.1974; 19.03.1979), медалями, знаками «Шахтёрская слава» трех степеней, знаком «Почётный шахтер».